# Persone di nome Eugen
| Questa pagina contiene informazioni ricavate automaticamente dalle voci biografiche con l'ausilio del template Bio e di un bot. L'aggiornamento è periodico e automatico e ricostruisce completamente la pagina. Se manca una persona in questa lista, sei pregato di non aggiungerla, ma accertati piuttosto che la sua voce biografica contenga il template Bio e che i dati anagrafici siano correttamente compilati. Se il template Bio manca, inseriscilo tu stesso o, in alternativa, metti l'avviso {{tmp\|Bio}} che ne segnala la mancanza. Se i dati riportati sono sbagliati, correggi direttamente la voce biografica; le modifiche saranno visibili in questa lista entro pochi giorni. Per chiarimenti vedi il progetto antroponimi. La lista contiene solo le 109 persone che sono citate nell'enciclopedia e per le quali è stato implementato correttamente il template Bio. Pagina aggiornata al 16 ott 2024. |

Questa è una lista di persone presenti nell'enciclopedia che hanno il prenome Eugen, suddivise per attività principale.

## Agenti segreti(1)
- Eugen Steimle, agente segreto e militare tedesco (Neubulach, n. 1909 - Wilhelmsdorf, † 1987)

## Allenatori di calcio(3)
- Eugen Moldovan, allenatore di calcio e ex calciatore rumeno (Brașov, n. 1961)
- Eugen Payer, allenatore di calcio ungherese (Sopronkövesd, n. 1891 - Győr, † 1957)
- Eugen Trică, allenatore di calcio e ex calciatore rumeno (Craiova, n. 1976)

## Archeologi(1)
- Eugen Petersen, archeologo tedesco (Heiligenhafen, n. 1836 - Amburgo, † 1919)

## Attivisti(1)
- Eugen Schauman, attivista finlandese (Charkiv, n. 1875 - Helsinki, † 1904)

## Attori(3)
- Eugen Burg, attore e regista tedesco (Berlino, n. 1871 - † 1944)
- Eugen Klöpfer, attore tedesco (Talheim, n. 1886 - Wiesbaden, † 1950)
- Eugen Knecht, attore kazako (Rudny, n. 1987)

## Aviatori(1)
- Eugen Bönsch, aviatore austro-ungarico (Velká Úpa, n. 1897 - Ehrwald, † 1951)

## Baritoni(1)
- Eugen Gura, baritono austriaco (Saaz, n. 1842 - Aufkirchen, † 1906)

## Bassisti(1)
- Steve Jay, bassista statunitense (Detroit, n. 1951)

## Calciatori(19)
- Eugen Baciu, ex calciatore rumeno (Vaslui, n. 1980)
- Eugen Bopp, ex calciatore tedesco (Kiev, n. 1983)
- Eugen Dasović, calciatore jugoslavo (Slatina, n. 1896 - Zagabria, † 1980)
- Eugen Diebold, calciatore svizzero (n. 1907 - Zurigo, † 1975)
- Eugen Dütschler, calciatore svizzero
- Eugen Freier, ex calciatore e allenatore di calcio polacco (n. 1957)
- Eugen Herzog, calciatore e allenatore di calcio svizzero
- Eugen Kipp, calciatore tedesco (Stoccarda, n. 1885 - Stoccarda, † 1931)
- Eugen Kling, calciatore tedesco (Monaco di Baviera, n. 1899 - † 1971)
- Gabriel Matei, calciatore rumeno (Curtea de Argeș, n. 1990)
- Eugen Meier, calciatore svizzero (Sciaffusa, n. 1930 - † 2002)
- Eugen Placeriano, calciatore jugoslavo (Zagabria, n. 1897 - Zagabria, † 1972)
- Eugen Polanski, ex calciatore tedesco (Sosnowiec, n. 1986)
- Eugen Ravnić, calciatore jugoslavo (Fiume, n. 1933 - Fiume, † 2019)
- Eugen Rupf, calciatore e allenatore di calcio svizzero (n. 1914 - † 2000)
- Eugen Sidorenco, calciatore moldavo (Chișinău, n. 1989)
- Eugen Slivca, ex calciatore moldavo (Chișinău, n. 1989)
- Eugen Wellish, calciatore ungherese (Budapest, n. 1924 - Daly City, † 2005)
- Eugen Zasavitchi, calciatore moldavo (Chișinău, n. 1992)

## Canottieri(1)
- Eugen Sigg, canottiere svizzero (n. 1898 - † 1994)

## Cestisti(1)
- Eugen Horniak, cestista cecoslovacco (Ružindol, n. 1926 - Bratislava, † 2004)

## Chimici(1)
- Eugen Angelescu, chimico rumeno (Râmnicu Vâlcea, n. 1896 - † 1968)

## Compositori(2)
- Eugen Doga, compositore moldavo (Mocra, n. 1937)
- Eugen Suchoň, compositore slovacco (Pezinok, n. 1908 - Bratislava, † 1993)

## Criminali(1)
- Eugen Weidmann, criminale tedesco (Francoforte sul Meno, n. 1908 - Versailles, † 1939)

## Critici letterari(1)
- Eugen Lovinescu, critico letterario, storico e scrittore rumeno (Fălticeni, n. 1881 - Bucarest, † 1943)

## Culturisti(1)
- Eugen Sandow, culturista e atleta di forza tedesco (Königsberg, n. 1867 - Londra, † 1925)

## Direttori d'orchestra(1)
- Eugen Jochum, direttore d'orchestra tedesco (Babenhausen, n. 1902 - Monaco di Baviera, † 1987)

## Direttori della fotografia(1)
- Eugen Schüfftan, direttore della fotografia e effettista tedesco (Breslavia, n. 1893 - New York, † 1977)

## Economisti(1)
- Eugen von Böhm-Bawerk, economista austriaco (Brno, n. 1851 - Vienna, † 1914)

## Epigrafisti(1)
- Eugen Bormann, epigrafista e filologo classico tedesco (Hilchenbach, n. 1842 - Klosterneuburg, † 1917)

## Esperantisti(1)
- Eugen Wüster, esperantista e linguista austriaco (Wieselburg, n. 1898 - Vienna, † 1977)

## Filosofi(2)
- Eugen Fink, filosofo tedesco (Costanza, n. 1905 - Friburgo, † 1975)
- Eugen Herrigel, filosofo tedesco (Lichtenau, n. 1884 - Garmisch-Partenkirchen, † 1955)

## Fisici(2)
- Eugen Goldstein, fisico tedesco (Gliwice, n. 1850 - Berlino, † 1930)
- Eugen von Lommel, fisico tedesco (Edenkoben, n. 1837 - Monaco di Baviera, † 1899)

## Fotografi(2)
- Eugen Nosko, fotografo tedesco (Martin, n. 1938)
- Eugen Wiskovský, fotografo, insegnante e editore ceco (Dvůr Králové nad Labem, n. 1888 - Praga, † 1964)

## Generali(6)
- Eugen von Albori, generale austriaco (Cattaro, n. 1838 - Vienna, † 1915)
- Walter Krüger, generale tedesco (Zeitz, n. 1892 - Baden-Baden, † 1973)
- Eugen König, generale tedesco (Treviri, n. 1896 - Bitburg, † 1985)
- Eugène-Guillaume Argenteau, generale austriaco (Huy, n. 1743 - Brno, † 1819)
- Eugen von Schobert, generale tedesco (Würzburg, n. 1883 - Mykolaïv, † 1941)
- Eugen Wratislaw von Mitrowitz, generale austriaco (Dolní Bousov, n. 1786 - Vienna, † 1867)

## Ginecologi(1)
- Eugen Rosshirt, ginecologo tedesco (Oberscheinfeld, n. 1795 - Erlangen, † 1872)

## Ginnasti(3)
- Eugen Ekman, ex ginnasta finlandese (Vaasa, n. 1937)
- Eugen Fürstenberger, ginnasta tedesco (Herrlisheim, n. 1880 - Hawthorne, † 1975)
- Eugen Mack, ginnasta svizzero (Arbon, n. 1907 - Basilea, † 1978)

## Giuristi(1)
- Eugen Huber, giurista svizzero (Oberstammheim, n. 1849 - Berna, † 1923)

## Impresari teatrali(1)
- Eugen Robert, impresario teatrale e regista tedesco (Budapest, n. 1877 - Londra, † 1944)

## Ingegneri(1)
- Eugen Sänger, ingegnere aeronautico austriaco (Přísečnice, n. 1905 - Berlino Ovest, † 1964)

## Inventori(1)
- Eugen Langen, inventore tedesco (Colonia, n. 1833 - Elsdorf, † 1895)

## Linguisti(1)
- Eugen Coșeriu, linguista rumeno (Mihăileni, n. 1921 - Tubinga, † 2002)

## Matematici(1)
- Eugen Netto, matematico tedesco (Halle, n. 1848 - Gießen, † 1919)

## Medici(1)
- Eugen Fischer, medico tedesco (Karlsruhe, n. 1874 - Friburgo in Brisgovia, † 1967)

## Militari(3)
- Eugen Bregant, militare austriaco (Trieste, n. 1875 - Graz, † 1936)
- Eugen Dobrogeanu, ufficiale rumeno (Bucarest, n. 1913 - Bucarest, † 1992)
- Eugen Dollmann, militare, diplomatico e agente segreto tedesco (Ratisbona, n. 1900 - Monaco di Baviera, † 1985)

## Nobili(2)
- Eugen II Jaromir Czernin von und zu Chudenitz, nobile e politico boemo (Vienna, n. 1851 - Petrohrad, † 1925)
- Eugen I Karl Czernin von und zu Chudenitz, nobile, politico e storico boemo (Vienna, n. 1796 - Petrohrad, † 1868)

## Oculisti(1)
- Eugen von Hippel, oculista e scienziato tedesco (Königsberg, n. 1867 - Gottinga, † 1939)

## Patologi(1)
- Eugen Albrecht, patologo tedesco (Sonthofen, n. 1872 - Francoforte sul Meno, † 1908)

## Pianisti(2)
- Eugen d'Albert, pianista e compositore tedesco (Glasgow, n. 1864 - Riga, † 1932)
- Eugen Cicero, pianista rumeno (Cluj-Napoca, n. 1940 - Zurigo, † 1997)

## Piloti automobilistici(1)
- Eugen Böhringer, pilota automobilistico tedesco (Rotenberg, n. 1922 - Stoccarda, † 2013)

## Pittori(5)
- Eugen Adam, pittore tedesco (Monaco di Baviera, n. 1817 - Monaco di Baviera, † 1880)
- Eugen Drăguţescu, pittore romeno (Iași, n. 1914 - Roma, † 1992)
- Eugen Dücker, pittore tedesco (Kuressaare, n. 1841 - Düsseldorf, † 1916)
- Eugen Krón, pittore slovacco (Sobrance, n. 1882 - Budapest, † 1974)
- Eugen Napoleon Neureuther, pittore, disegnatore e litografo tedesco (Monaco di Baviera, n. 1806 - Monaco di Baviera, † 1882)

## Poeti(1)
- Eugen Gomringer, poeta e critico letterario boliviano (Cachuela Esperanza, n. 1925)

## Politici(7)
- Eugen Bejinariu, politico rumeno (Suceava, n. 1959)
- Eugen Bolz, politico tedesco (Rottenburg am Neckar, n. 1881 - Berlino, † 1945)
- Eugen Hadamovsky, politico e giornalista tedesco (Berlino, n. 1904 - Hölkewiese, † 1945)
- Eugen Levine, politico tedesco (San Pietroburgo, n. 1883 - Monaco di Baviera, † 1919)
- Eugen Teodorovici, politico e funzionario rumeno (Bucarest, n. 1971)
- Eugen Tomac, politico romeno (Babele, n. 1981)
- Eugen von Knilling, politico tedesco (Monaco di Baviera, n. 1865 - Monaco di Baviera, † 1927)

## Presbiteri(1)
- Eugen Gerometta, presbitero e linguista slovacco (Žilina, n. 1819 - Nitrianska Streda, † 1887)

## Psichiatri(1)
- Eugen Bleuler, psichiatra svizzero (Zollikon, n. 1857 - Zollikon, † 1939)

## Registi(2)
- Eugen Illés, regista, direttore della fotografia e sceneggiatore ungherese (Debrecen, n. 1879 - Budapest, † 1951)
- Eugen York, regista tedesco (Rybinsk, n. 1912 - Berlino, † 1991)

## Schermidori(1)
- Eugen Geiwitz, schermidore tedesco (Ulma, n. 1901 - Wippingen, † 1984)

## Scrittori(2)
- Eugen Kumičić, scrittore e politico croato (Bersezio, n. 1850 - Zagabria, † 1904)
- Eugen Relgis, scrittore, filosofo e pacifista romeno (Iași, n. 1895 - Montevideo, † 1987)

## Sociologi(1)
- Eugen Ehrlich, sociologo austriaco (Czernowitz, n. 1862 - Vienna, † 1922)

## Sollevatori(2)
- Eugen Deutsch, sollevatore tedesco (Ludwigshafen am Rhein, n. 1907 - Großsteinhausen, † 1945)
- Eugen Mühlberger, sollevatore tedesco (Ludwigshafen am Rhein, n. 1902 - Unione Sovietica, † 1944)

## Storici(1)
- Eugen Weber, storico statunitense (Bucarest, n. 1925 - Los Angeles, † 2007)

## Teologi(2)
- Eugen Drewermann, teologo e psicoanalista tedesco (Bergkamen, n. 1940)
- Eugen Gerstenmaier, teologo e politico tedesco (Kirchheim unter Teck, n. 1906 - Oberwinter, † 1986)

## Tiratori di fune(1)
- Eugen Schmidt, tiratore di fune, tiratore a segno e velocista danese (Copenaghen, n. 1862 - Aalborg, † 1931)

## Velocisti(1)
- Eugen Ray, velocista tedesco orientale (Gebstedt, n. 1957 - Lipsia, † 1986)

## Zoologi(4)
- Eugen Büchner, zoologo russo (San Pietroburgo, n. 1861 - San Pietroburgo, † 1913)
- Eugen von Keyserling, zoologo e aracnologo tedesco (Pockroy, n. 1833 - Dzierżoniów, † 1889)
- Eugen Korschelt, zoologo tedesco (Zittau, n. 1858 - Marburgo, † 1946)
- Eugen Schuhmacher, zoologo tedesco (Stoccarda, n. 1906 - Monaco di Baviera, † 1973)